# Högfors församling
Högfors församling (fin: Karkkilan seurakunta) är en finländsk, evangelisk-lutherska församling i Högfors, Nyland. Församlingen tillhör Esbo stift och Lojo prosteri. Kyrkoherden i Högfors församling är Hannu Bogdanoff. År 2018 hade församlingen 6 012 medlemmar. Församlingen är enspråkigt finsk.
Högfors församling ordnar gudstjänster i Högfors kyrka som var byggd år 1781.